# کایپینگ
کایپینگ (به لاتین: Kaiping) یک county-level city در جمهوری خلق چین است که در ژیانگمن واقع شده‌است.

## خصوصیات
کایپینگ ۱٬۶۵۹ کیلومترمربع مساحت و ۶۹۹٬۲۴۲ نفر جمعیت دارد.